# Berthenicourt
Berthenicourt é uma comuna francesa na região administrativa de Altos da França, no departamento de Aisne. Estende-se por uma área de 3,07 km². Em 2010 a comuna tinha 198 habitantes (densidade: 64,5 hab./km²).